# Stadio Aldo Invernici
Lo stadio Aldo Invernici è un impianto sportivo di Brescia. Esso ospita gli incontri interni del Rugby Brescia.

## Storia
Il 1º novembre 1997 l'impianto ospitò un incontro della nazionale di rugby a 15 dell'Italia, contro la Danimarca e terminato con la vittoria degli Azzurri con il punteggio di 102 a 3.

## Struttura e ubicazione
Lo stadio si trova nel quartiere San Polo, a sud del centro di Brescia. Dispone di un campo da gioco ed uno da allenamento, entrambi in erba naturale. La struttura comprende una tribuna coperta con una capienza di 5 000 spettatori, spogliatoi che possono contenere fino a 200 atleti, sale riunioni, bar e ristorante.

## Nome dell'impianto
Lo stadio è intitolato ad Aldo Invernici, ex commissario tecnico della Nazionale ed ex presidente della Federazione Italiana Rugby.